# فرانچسکو کولونزه
فرانچِسکو کُلُنِزه (Francesco Colonnese) متولد ۱۰ اوت ۱۹۷۱ در پُتِنزا، مدافع سابق ایتالیایی است.

## فعالیت‌های حرفه‌ای
او در پُتِنزا کار خود را شروع کرد، و از سال ۱۹۸۹ تا ۱۹۹۱ در پتنزا به بازی خود ادامه داد. سپس به تیم Giarre پیوست و اندکی بعد به عضویت باشگاه فوتبال کرمونزه درآمد، جایی که او ۶۶ بازی انجام داد.
در سال ۱۹۹۴ توسط باشگاه فوتبال آ.اس. رم به منظور تقویت ساختار دفاعی تیم خریداری شد.
در سال ۱۹۹۵ او به باشگاه فوتبال ناپولی پیوست و دو سال در آن تیم بازی کرد؛ و همچنین در طول فصل ۱۹۹۷–۱۹۹۸ در تیم باشگاه فوتبال اینتر میلان فعال بود، با حضور او موفق به کسب جام یوفا در رقابت‌های پاریس علیه تیم فوتبال لاتزیو در درسال ۱۹۹۸ شدند.
از سال ۲۰۰۰ تا ۲۰۰۴ او به باشگاه لاتزیو در شهر رم پیوست. در همان سال باشگاه لاتزیو قهرمان سری آ شد. سپس او تصمیم گرفت که به باشگاه سی‌یِنا بپیوندد، و تا سال ۲۰۰۶ در سینا باقی ماند.

## فعالیت‌های بین‌المللی
فرانچسکو کلنزه برای تیم ملی فوتبال زیر ۲۱ سال ایتالیا بین سال‌های ۱۹۹۳ و ۱۹۹۴ بازی کرد. او در رقابت بازی‌های مدیترانه‌ای سال ۱۹۹۳ در فوتبال مردان جایگاه چهارم را کسب کرد.

## فرانچسکو و ایران
او سفرهای زیادی به ایران انجام داده و با بازیکنان و مربیان ایران رابطه خوبی دارد.
کولونزه در سال ۲۰۰۲ نیز به ایران آمده بود تا به زلزله‌زدگان قزوین و ایلام بعد از زمین‌لرزه ۱۳۸۱ بوئین‌زهرا کمک کند، و حامل پیغامی از طرف پی‌پی اسطوره فوتبال ایتالیا برای زلزله‌زدگان باشد.